# Panait Zosin
Panait Zosin (sau Panaite Zosin; n. 27 iunie 1873, Gorbănești, România – d. decembrie 1942, Iași, România; născut la Băiceni, după alte surse) a fost un medic și publicist român, reprezentant al mișcării ateiste din România.

## Biografie
A absolvit liceul „A. T. Laurian”, din Botoșani în anul 1892. A fost intern al Spitalului Brâncovenesc și practicant în clinicile nervo-psihiatrice din Berlin și Heidelberg.
A fost profesor la Facultatea de Medicină din Iași. Este autorul a numeroase lucrări de psihiatrie, balneologie, medicină socială (unele premiate de Academia Română). În anul 1897 a editat împreună cu Panait Mușoiu revista „Mișcarea socială”, în care au apărut și traduceri din Friedrich Engels. A condus, împreună cu S. Moruzzi, revista „Îndrumarea” (1908 - 1909).
Promotor al pozitivismului lui Auguste Comte s-a mutat la Iași unde, împreună cu Panait Mușoiu, a înființat revista „Munca” în care cei doi au polemizat cu vechiul lor prieten Ioan Nădejde care a devenit social-democrat. Panait Zosin a tradus în limba română lucrarea L’Idéal de la jeunesse (Idealul tineretului) de Élisée Reclus și a publicat în 1895 broșura Determinismul.
Tot împreună cu Mușoiu, Panait Zosin a editat Revista Ideei în care, pe lângă traduceri din filozofii clasici greci și din scrieri ale socialiștilor, a publicat și lucrări ale unor anarhiști ca Mihail Bakunin și Piotr Kropotkin sau anarhiști individualiști ca Max Stirner, Han Ryner și Henry David Thoreau.
Asupra concepției lui Zosin s-a exercitat și influența lui Vasile Conta, iar în ultima parte a vieții aceea a pozitivismului. El a relevat necesitatea liberei cugetări, a apropierii intelectualilor de mase, a emancipării spirituale a maselor, a luptei împotriva religiei și a superstițiilor.
În anul 1920 a îndeplinit funcția de primar al municipiului Iași.
Există un portret al lui Panait Zosin realizat de pictorul Gheorghe Popovici.

## Scrieri
- Determinismul, Lito-Tip. Motzătzeanu & Lambru, București, 1895.
- Substratul Patologic în Pesimismul Contimporan, București, 1900.
- Expertiza Psihiatrică cu referire la articolele respective din legile române în vigoare, sub raportul medical, juridic și social, Inst. de arte grafice Eminescu, București, 1902.
- „Libera-cugetare. Câteva considerații asupra raporturilor religiei față de naționalitate, știință, morală și filozofie”, în Rațiunea. Revistă bilunară de liberă-cugetare, București, 1910.
- Câteva considerațiuni pentru libertatea de cugetare privind Religiunea față de Naționalitate, Știință, Morală și Filosofie, Tip. Progresul, Iași, 1910.
- Expunere de titluri și lucrări medicale, Inst. de Arte Grafice N. V. Ștefaniu & Co., Iași, 1912.
- Bătrânețea și senilitatea din punct de vedere clinic și îngrijirea bătrânilor, Inst. de Arte Grafice N. V. Ștefaniu & Co., Iași, 1912.
- Viitorul României sau Ce constată un Român în țara lui și ce propune pentru propășirea ei, Tip. Progresul A. Grunberg, Iași, 1907.
- Socialism și pozitivism, Tipografia Lumina Moldovei, Iași, 1920.

## Traduceri
- Edgar Allan Poe, „Morella”, în Românul, București, anul XXXVIII, 1894, nr. 423, pp. 17–23.
- Élisée Reclus, Idealul tinerimii, București, 1895.
- J. Michaux, Educațiunea Scandinavă, Iași, 1910.
- Auguste Comte, Calendarul pozitivist..., Iași, 1913.
- ***, Discurs despre spiritul pozitiv..., Iași, 1913.